# McDonnell Douglas X-36

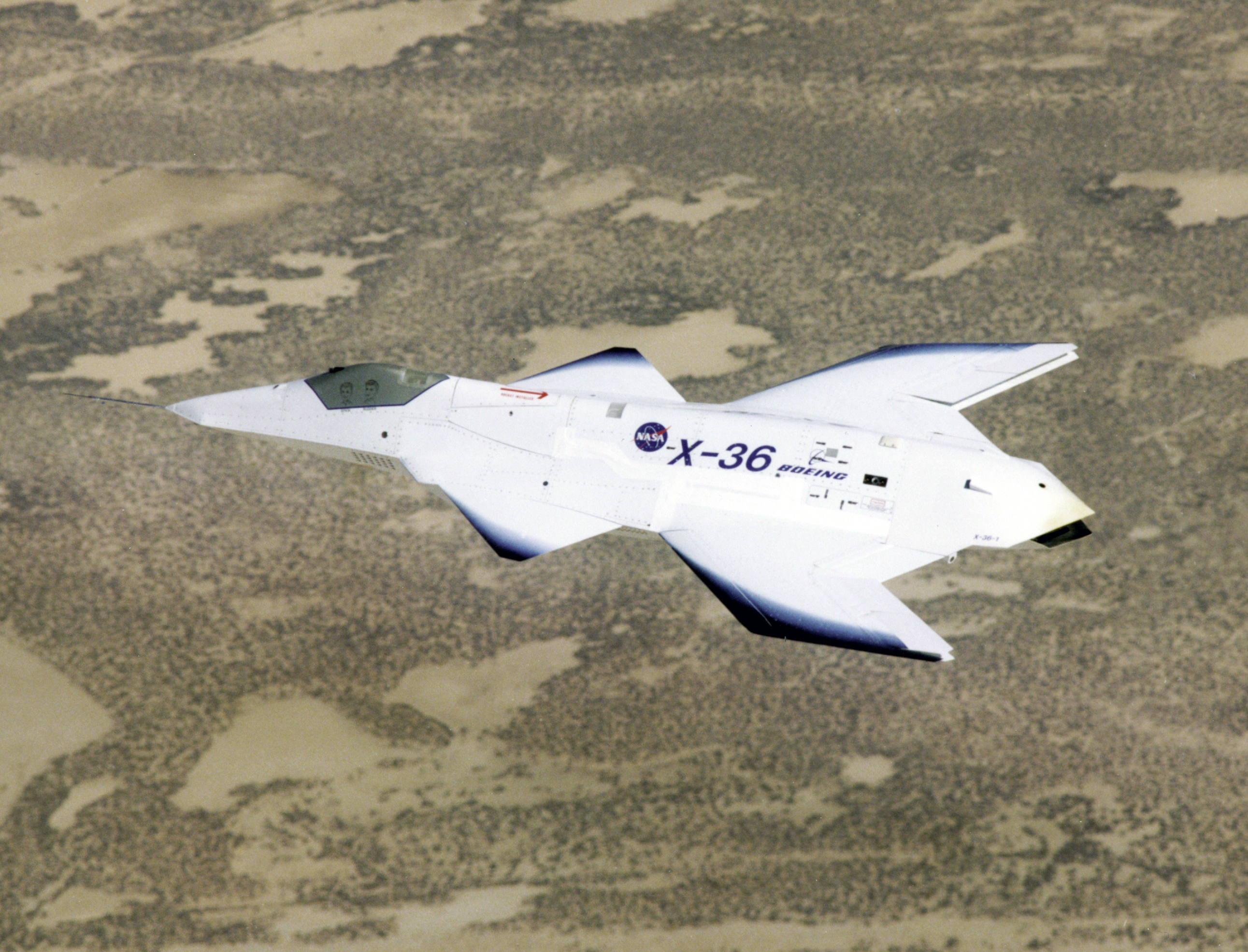
В польоті

McDonnell Douglas X-36 (після об'єднання McDonnell Douglas з Boeing в серпні 1997 — також Boeing X-36) — експериментальна модель безхвостого реактивного винищувача компанії McDonnell Douglas, виконана за аеродинамічною схемою «качка». X-36 був побудований в 28% масштабі можливого винищувачів і управляється пілотом з наземної станції з видом через камеру, встановлену в носовій частині літака.

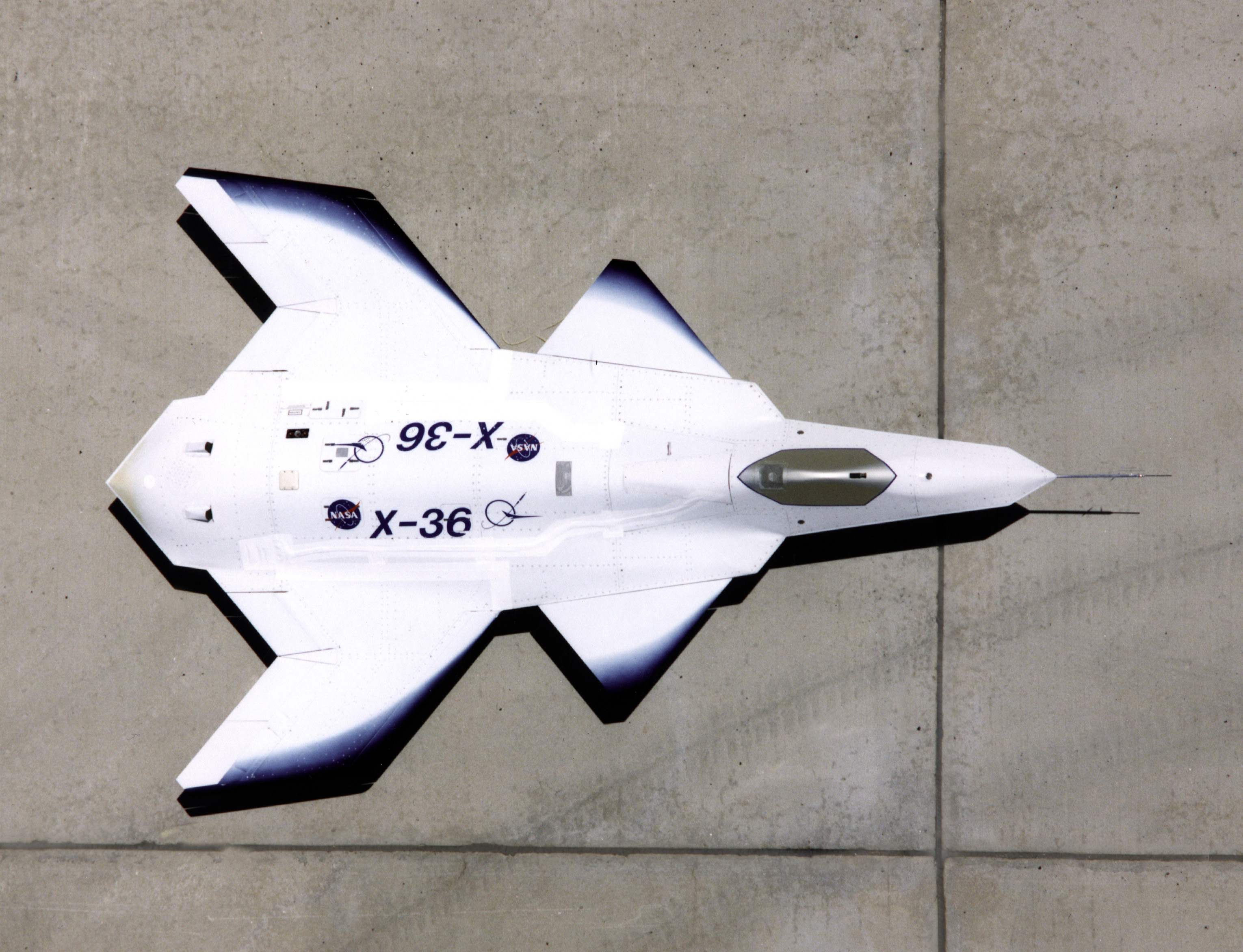
Вид зверху

Перший політ відбувся 17 травня 1997 року, всього було виконано 31 успішний рейс, в результаті чого програма досягла цілей проекту.
Модель показала високу маневреність, але, не зважаючи на обнадійливі результати тест-програми, станом на 2010 рік не було жодних повідомлень, що стосуються розвитку X-36.

## ЛТХ
- Команда: беспілотний
- Довжина: 5,55 м
- Розмах крил: 3,15 м
- Висота: 0,95 м
- Максимальна злітна вага: 560 кг
- Силова установка: 1 × Williams F112 турбовентиляторний, 3,1 кН
- Максимальна швидкість: 375 км/год
- Стеля: 6100 м
- Відношення Тяга/Вага: 0,56